# Vrede van Utrecht (1713)
De Vrede van Utrecht is de verzamelnaam voor een reeks van verdragen waarvan het eerste op 11 april 1713 in Utrecht werd gesloten. Hiermee kwam een einde aan de Spaanse Successieoorlog en Queen Anne's war en daarmee aan anderhalve eeuw van twisten en godsdienstoorlogen. Het succes was mede te danken aan de gelijkwaardige behandeling van overwinnaar en overwonnene en het grote belang dat werd gehecht aan het behoud van het machtsevenwicht. Het verdrag markeerde ook het einde van de Republiek als grootmacht, geïllustreerd door de woorden van de Franse onderhandelaar Melchior de Polignac; Nous traiterons sur vous, chez vous, sans vous ('Wij onderhandelen over u, bij u, zonder u'). Bijzonder aan deze historische gebeurtenis was dat de anderhalf jaar durende onderhandelingen omlijst werden door kunst- en cultuuruitingen.
De Vrede van Utrecht uit 1713 is in feite het tweede internationale vredesverdrag dat in de stad Utrecht werd gesloten. Het Verdrag van Utrecht van 1474 maakte een eind aan een omvangrijke handelsoorlog die in 1469 was begonnen tussen aangesloten leden van de internationale vereniging van handelssteden de Hanze en het koninkrijk Engeland.

## Achtergrond

### Spaanse Successieoorlog
Met de Vrede van Utrecht werd de Spaanse Successieoorlog besloten. Deze oorlog was vanaf 1701 gevoerd tussen enerzijds koninkrijk Frankrijk en Spanje, en anderzijds een coalitie van het Koninkrijk Groot-Brittannië, de Republiek der Zeven Verenigde Nederlanden, de hertog van Savoye (vanaf 1713 tevens koning van Sicilië) en de koning van Portugal. De aanleiding was de Spaanse troonopvolging. Karel II was in 1700 kinderloos gestorven. Hij had Filips van Anjou als zijn troonopvolger aangeduid, maar aangezien zowel koning Lodewijk XIV van Frankrijk als de Rooms-Duitse keizer Leopold I van mening waren dat hun familie recht had op de vrijgekomen Spaanse troon, brak in 1701 de Spaanse Successieoorlog uit. Frankrijk leek deze oorlog wel te kunnen winnen. Willem III van Oranje had als Brits koning echter een sterke coalitie weten te bouwen.
In 1710 werd het Lodewijk XIV duidelijk dat hij de hegemonie niet zou behalen. En de Brits-Hollandse coalitie begreep dat men geen vrede kon stichten zonder een eervol einde voor de Franse koning. Lodewijk bleef een machtig vorst en voor het evenwicht in Europa was een sterk Frankrijk onmisbaar. Een vernederend vredesverdrag zou aan de oorlog geen werkelijk einde maken. Toen de Britse Conservatieven de verkiezingen wonnen, kwam in het Britse parlement een compromisgezinde fractie aan de macht die zeer snel en verrassend op vrede aanstuurde. Zo begonnen de Britten de eerste onderhandelingen.

### Religieuze conflicten
Daarnaast maakte de Vrede van Utrecht een einde aan twee eeuwen van godsdiensttwisten en zeer bloedige oorlogen in Europa waarin de hegemonie van 'Rome of Reformatie' en het machtsevenwicht tussen de grote landen en vorsten werd uitgevochten. De Vrede van Westfalen van 1648 had het nieuwe machtsevenwicht moeten bezegelen, maar bleek al snel niet meer dan een wapenstilstand te zijn. Wel kreeg Nederland de republiek als staatsvorm en werd Duitsland opgedeeld in roomse en lutherse vorstendommen.
De strijd ging verhevigd door toen Lodewijk XIV in Europa een machtsoverwicht ten gunste van zijn Bourbonfamilie en de katholieke hegemonie wilde behalen. Hij ging daarin zeer ver. De oorlogen werden op wereldschaal gevoerd: in Canada, in India, voor de kust van West-Afrika, in Latijns-Amerika en in de Caraïbische Zee. Lodewijk XIV financierde zelfs Mustafa II, de islamitische sultan in Istanbul, om hem op de Balkan en in de Middellandse Zee te helpen bij het bestrijden van zijn Habsburgse rivalen, hoewel die net als hijzelf katholiek waren.

## De onderhandelingen

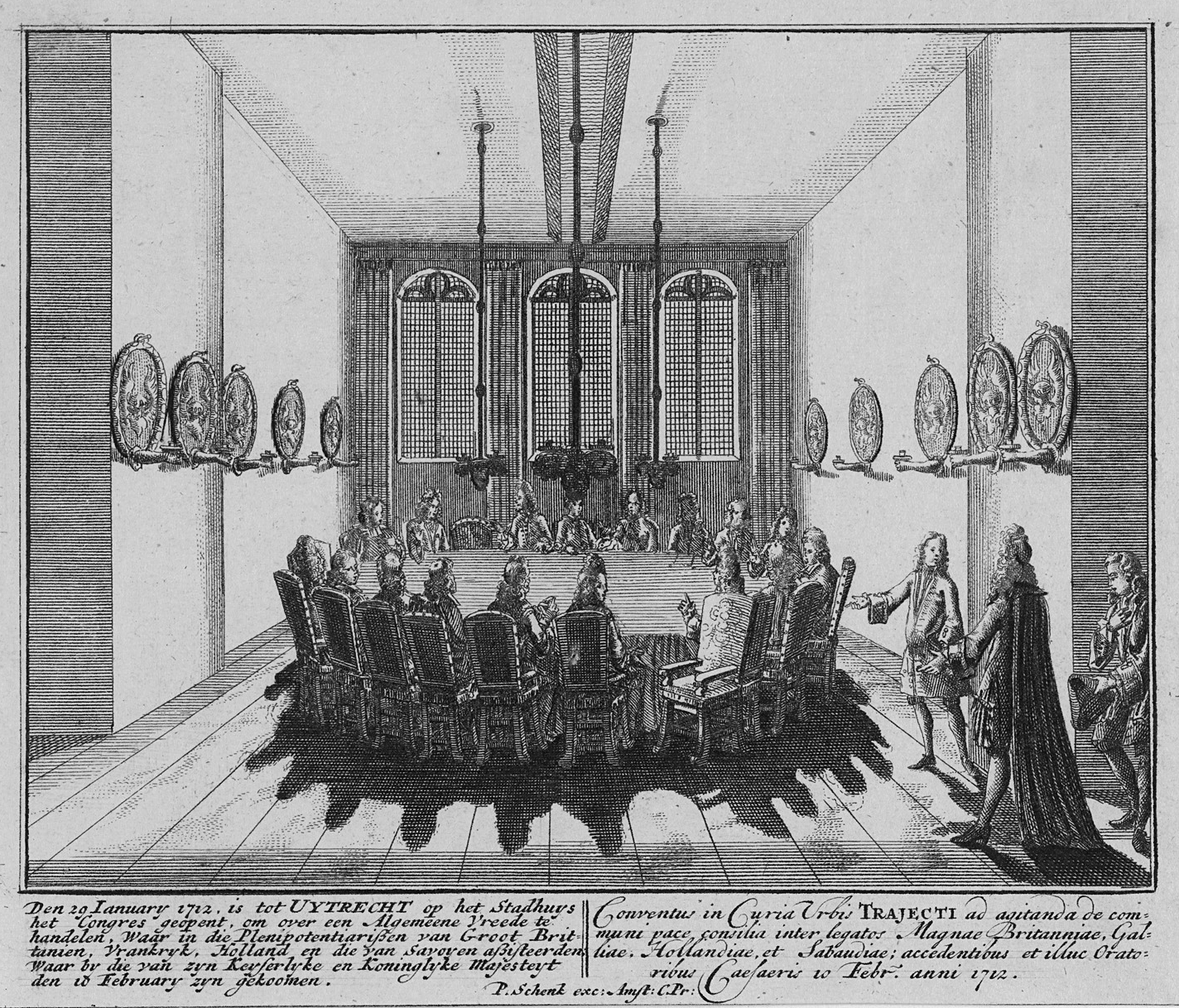
Opening van het Congres van Utrecht op 20 januari 1712

De onderhandelingen over de vrede begonnen op vrijdag 29 januari 1712, en wel in Utrecht. Waarom ze juist daar plaatsvonden is niet helemaal duidelijk, maar het moest wel in een land zijn dat behoorde tot de coalitie. Het Britse koninkrijk viel af, want onderhandelingen in deze machtige staat zouden voor Lodewijk XIV te vernederend zijn. De Republiek was een acceptabele locatie waar al twee eerdere vredesverdragen geregeld waren tussen dezelfde partijen, namelijk de Vrede van Nijmegen (1678) en de Vrede van Rijswijk (1697). Het is waarschijnlijk dat Lodewijk XIV zich Utrecht nog herinnerde als hem welgezind. De elite van de stad stond bekend als nogal pro-Frans. Men was er tamelijk anti-Oranje en in 1672 waren de regenten zeer bereid zich over te geven toen Lodewijk met zijn legers voor de poorten stond. De vroedschap van Utrecht stond bij de Fransen bekend als "ces messieurs qui portaient les clés de la ville". De keuze voor deze plaats van onderhandeling was daarom wellicht een signaal van respect en van bereidheid tot compromis met Lodewijk XIV. Ook het feit dat de Staten van Utrecht wel op een uitnodiging van het Hof van Versailles aan de Nederlandse republiek wilden ingaan om vredesonderhandelingen te beginnen en de Staten van Holland niet - eenheid van beleid van de Staten-Generaal was ook nu ver te zoeken - maakte Utrecht geschikt in Franse ogen.
Bij de onderhandelingen van de Vrede van Utrecht ging het er voornamelijk om de principe-overeenkomst die al bij eerdere onderhandelingen tussen de Fransen en de Britten gesloten was, uit te werken tot een gedetailleerd en eerbaar compromis. Afgezanten van Frankrijk, Groot-Brittannië, Portugal, Savoye, Brandenburg-Pruisen, en elk van de Zeven Provinciën waren aanwezig bij deze onderhandelingen, terwijl over het lot van de Zuidelijke Nederlanden beslist werd, zonder dat die daarbij vertegenwoordigd waren. Maar ook de Republiek kwam bij de besprekingen nauwelijks te pas, zodat de Nederlanden weinig hadden in te brengen. De Franse gezant Melchior de Polignac sprak de beroemde woorden: Nous traiterons sur vous, chez vous, sans vous, (we onderhandelen over u, bij u, zonder u) over de afgevaardigden van de Republiek.
Men onderhandelde in het Stadhuis van Utrecht. Dit gebouw kende twee mooie portalen die even groot en fraai waren. De gezant van de Franse koning en die van koningin Anna van Groot-Brittannië konden zo als gelijkwaardig, met veel ceremonieel en hofstaat bij de onderhandelingen binnenschrijden, zonder conflicten over wie als eerste naar binnen mocht gaan. De gesprekken werden gevoerd door beroepsdiplomaten. Dat waren mannen van hoge adel, maar geen ministers of premiers met eigen politieke agenda's. De voertaal voor de onderhandelingen was het Frans, en in deze taal werden ook de verdragen opgesteld. Hiermee werd het Frans dé diplomatieke taal van die tijd, tot aan het Verdrag van Versailles in 1919. De diplomaten gedroegen zich in Utrecht allemaal als waren zij hovelingen in de Franse stijl en finesse. Dat maakte dat men een gedragscode, een taal en normenpatroon deelde.
De onderhandelingen zorgden voor een economische impuls in de stad en het gewest Utrecht. De stedelijke elite verhuurde zijn mooiste woningen en veel personeel aan de delegaties. Het is anderhalf jaar feest geweest voor de stad. Alles werd aangegrepen om grote feestmalen aan te richten en hoofs vertoon te organiseren. De hele horeca en vermaaksindustrie kenden gouden tijden. Het calvinistische bestuur van Utrecht besloot het toneelverbod, dat in deze tijd gold, tijdelijk op te heffen..

## Inhoud van de verdragen
Na ruim een jaar onderhandelen, werd de Vrede van Utrecht formeel getekend op dinsdag 11 april 1713. In de vorm van een reeks bilaterale verdragen was het volgende besloten:

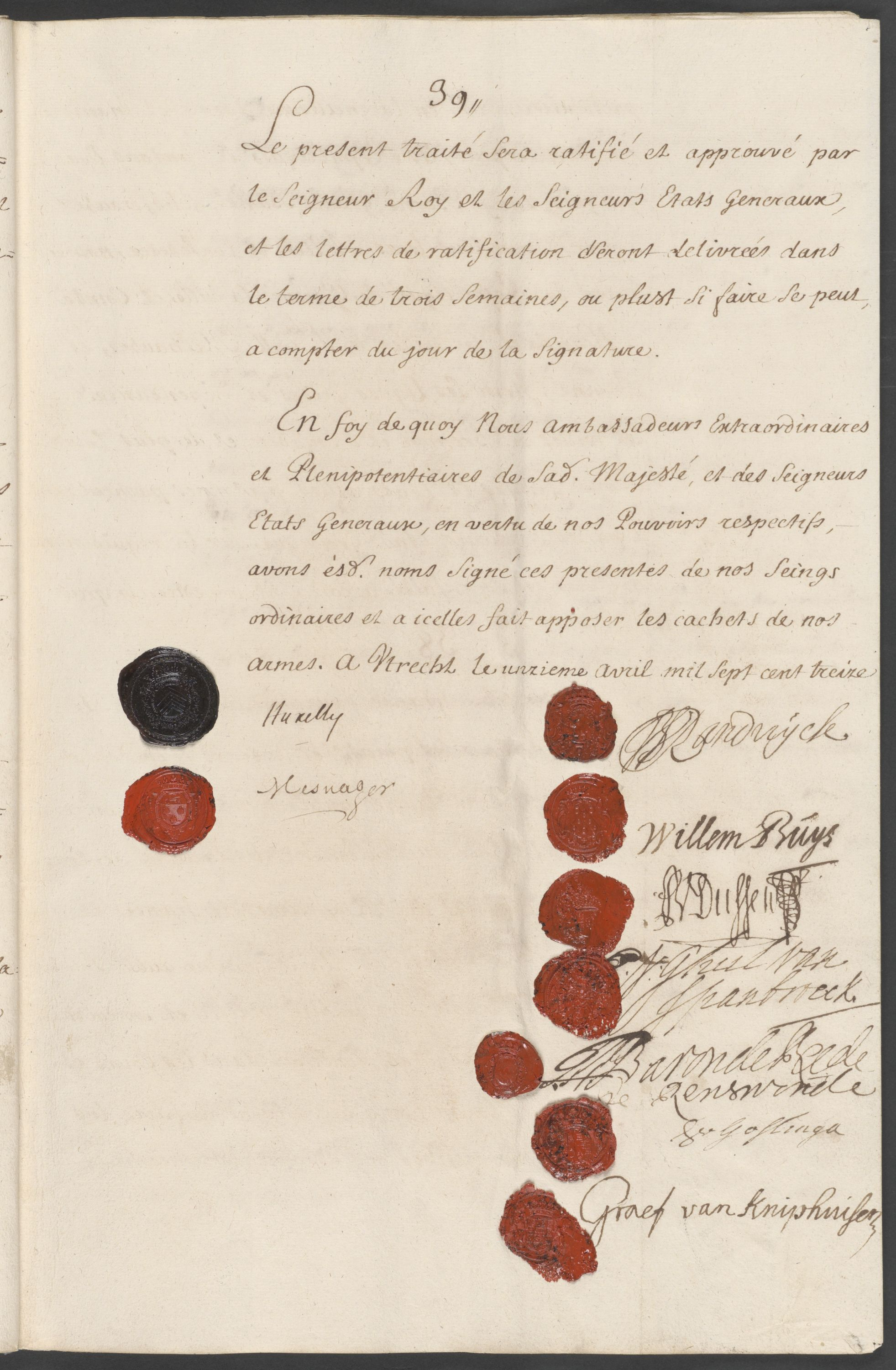
Vrede van Utrecht, 1713

De opdeling van Spaans Opper-Gelre bij de Vrede van Utrecht

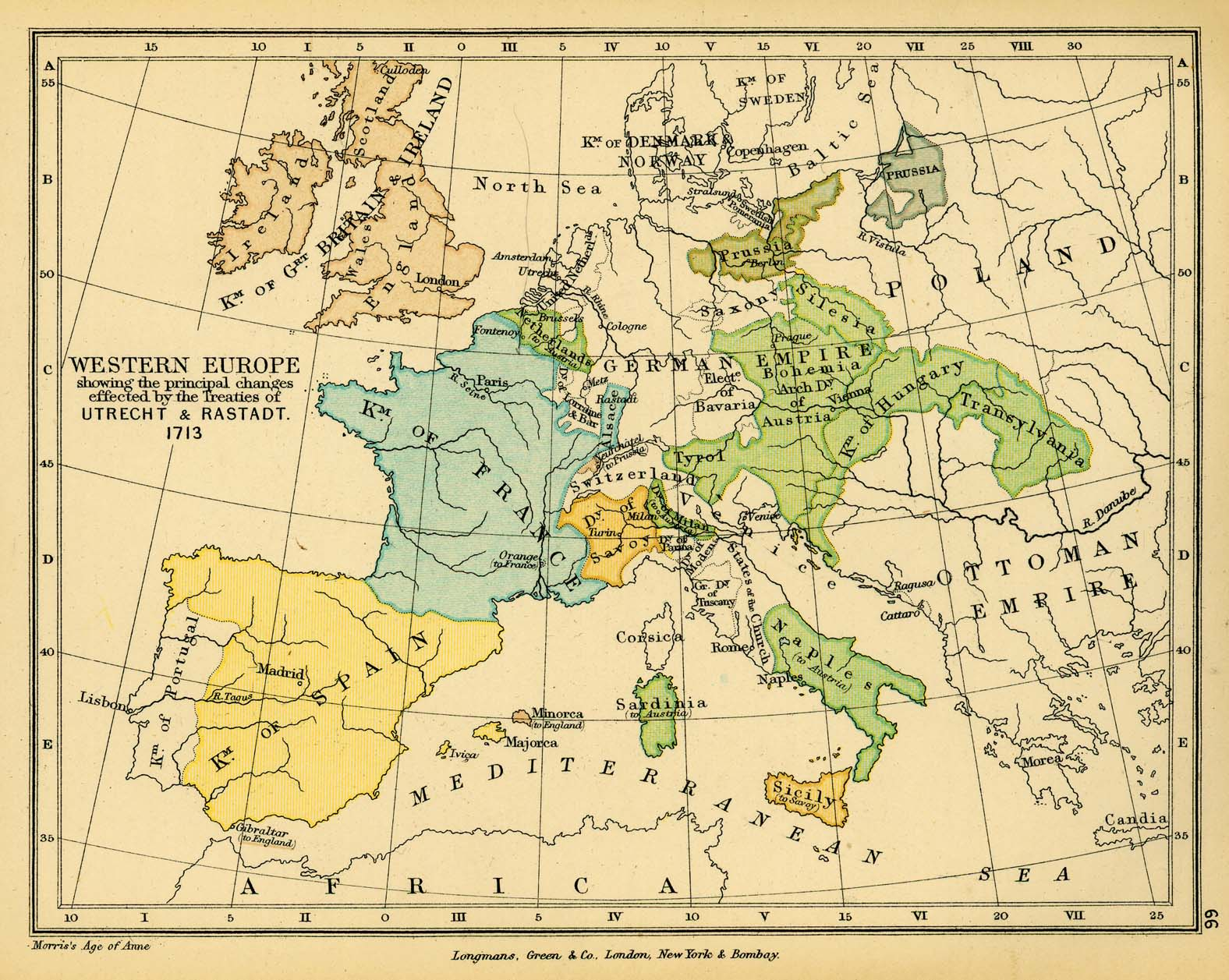
De herverdeling van Europa na de Vrede van Utrecht

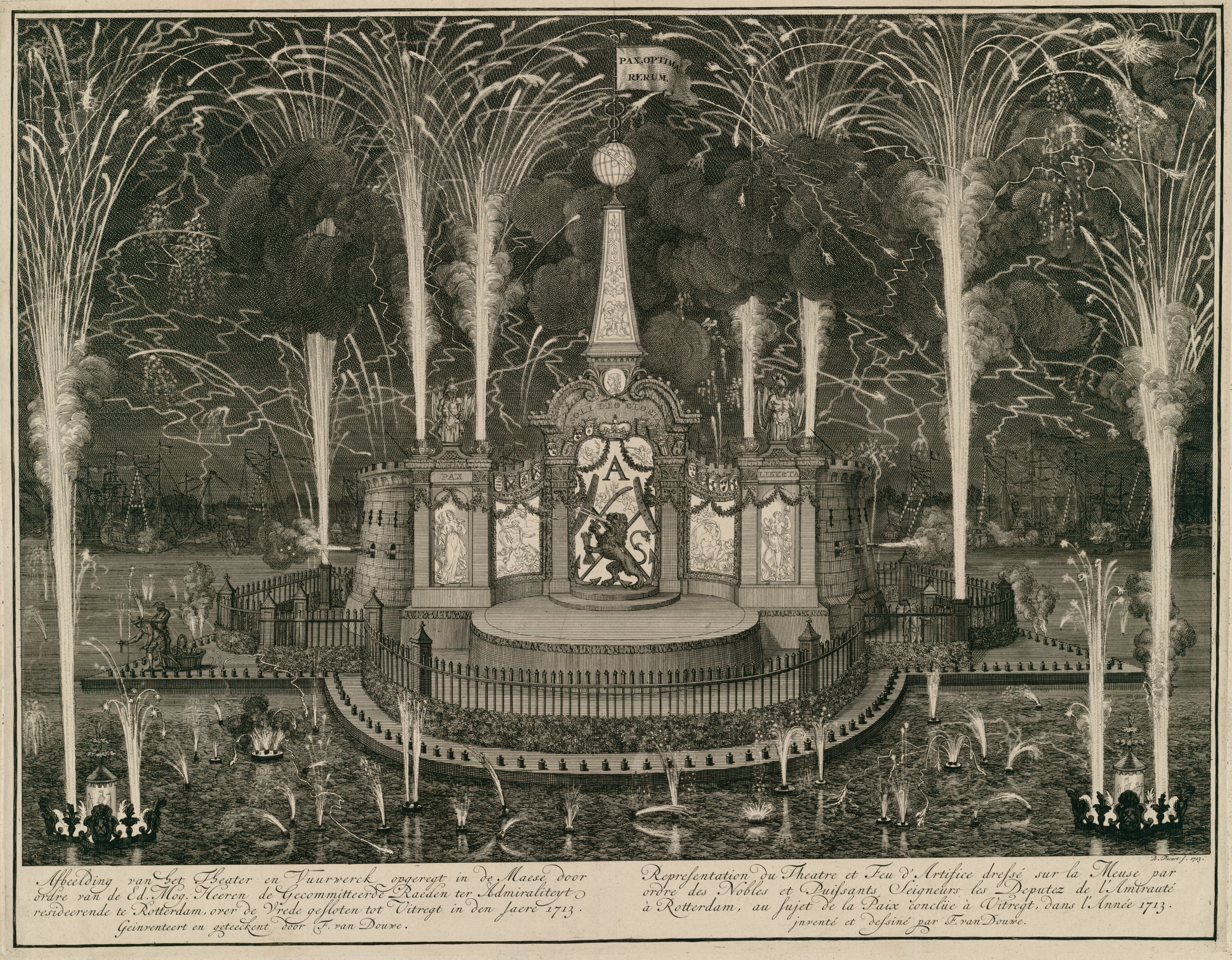
Vrede van Utrecht, 1713 vuurwerk

1. De legitimiteit van het testament van Karel II werd bevestigd, maar daar werd een serie van restricties en herschikkingen aan gekoppeld. Filips V (van Anjou) werd koning van Spanje. Hij kreeg daarmee de Spaanse troon, maar werd uitgesloten van de Franse troon. Over wie chef en soeverein van de Orde van het Gulden Vlies zou zijn werden Oostenrijk en Spanje het niet eens zodat beide partijen hun aanspraak handhaafden.
2. Karel VI van Oostenrijk kreeg Spanje niet, maar ontving ter compensatie de Zuidelijke Nederlanden (sindsdien Oostenrijkse Nederlanden genoemd), het hertogdom Milaan, het koninkrijk Napels en Sardinië.
3. Het koninkrijk Groot-Brittannië kreeg uitbreiding van het koloniaal gebied in de vorm van Gibraltar en Minorca, waarmee het de toegang tot de Middellandse Zee beheerste. Ook kwam een aantal Franse koloniën in Noord-Amerika aan Groot-Brittannië, met name Newfoundland, Acadië en het gebied van de Hudsonbaai. Het Asiento, ofwel het monopolie op de slavenhandel in Zuid-Amerika en de Caraïbische eilanden, werd ook toegewezen aan het koninkrijk Groot-Brittannië.
4. Het koninkrijk Frankrijk zag zijn koloniaal rijk in Noord-Amerika, Nieuw-Frankrijk, ingekrompen. Nochtans behield het een deel van Acadië, namelijk het strategisch belangrijke Ile-Royale. Ook mochten Franse vissers gebruik blijven maken van een deel van de kust van Newfoundland.
5. De Verenigde Provinciën, alhoewel aan de kant van de overwinnaars, verloren hun overwicht op zee en mochten de Zuidelijke Nederlanden niet behouden. Ze kregen wel meer veiligheid. Zo behielden ze de in de Vrede van Rijswijk overeengekomen Barrièresteden met garnizoenen (legers in versterkte plaatsen) in een aantal steden van de Zuidelijke Nederlanden als bescherming tegen de Fransen. Bij het in 1709 gesloten Tweede Barrièretraktaat werd dat aantal uitgebreid tot negentien steden. Dit aantal werd nu teruggebracht naar twaalf. In het Barrièretraktaat van 1714 en 1715 (getekend op 15 november 1715, maar pas geratificeerd in januari 1716) zouden er nog meer  veranderingen plaatsvinden in de samenstelling. Er kwamen steden bij en er vielen er af. Uiteindelijk waren het Namen, Doornik, Menen, Waasten, Ieper, Fort Knokke (gelegen aan de samenloop van de IJzer en de Ieperlee), en Veurne, terwijl in Dendermonde een half Staats- en half Oostenrijks garnizoen kwam. De Zuidelijke Nederlanden werden militair gezien zo in zekere zin een condominium tussen de keizer en de Republiek. De Republiek kreeg wel beperkte gebiedsuitbreiding doordat haar de stad Venlo werd toegewezen (zie Staats-Opper-Gelre). Ook bekrachtigde de vrede van Utrecht de soevereiniteit van Frankrijk over het prinsdom Orange.[6]
6. Savoye kreeg het koninkrijk Sicilië en werd een koninkrijk.
7. De Zuidelijke Nederlanden kregen van Frankrijk het gebied terug dat in het Nederlands de geschiedenis zou ingaan als het West-Vlaanderen van 1713 en in het Frans de merkwaardige bastaardbenaming kreeg van West-Flandre. De grens van 1713 is, op enkele zeer kleine correcties na, de grens gebleven tussen de Franse provincie Flandre (later het Noorderdepartement) en de latere Belgische provincie West-Vlaanderen, waar dit gebied zou van deel uitmaken.

## Gevolgen
De Spaanse Successieoorlog werd beëindigd met de Vrede van Utrecht (1713) en voor Oostenrijk met de Vrede van Rastatt (1714). De ondertekening zorgde voor het beoogde machtsevenwicht in Europa. Dat strekte zich voor het eerst uit tot details van een machtsverdeling op wereldschaal, waarbij het in 1707 ontstane verenigde koninkrijk Groot-Brittannië zich kon ontwikkelen tot een maritieme en mercantiele wereldmacht. De Nederlandse Republiek kon niet langer meekomen op dit niveau en verloor na 1713 zijn positie als maritieme wereldmacht. De macht van Spanje in Europa was de facto onttakeld, al behield het nog zijn enorme koloniale rijk. Een Franse prins kon op de troon in Madrid komen, op voorwaarde dat de twee takken van het huis Bourbon nooit de tronen van Frankrijk en Spanje zouden combineren. Een Frans-Spaanse katholieke hegemonie in Europa werd hiermee onmogelijk gemaakt. Omdat er nu geen Habsburger meer op de Spaanse troon zat, was Frankrijk tegelijk verlost uit de omsingeling door Oostenrijkse en Spaanse Habsburgers, waardoor het zich bedreigd had gevoeld sinds 1516, toen keizer Karel V ook koning van Spanje werd.

## Gelegenheidscomposities
Georg Friedrich Händel schreef vanwege het afsluiten van de Vrede van Utrecht ten behoeve van een feestelijke kerkdienst (een plechtige 'Morning Prayer') in de Saint Paul's Cathedral te Londen het Utrecht Te Deum en het Utrecht Jubilate. Ook andere Britse componisten zoals William Croft, William Broderip, William Viner en Thomas Roseingrave schreven muziekstukken naar aanleiding van de Vrede van Utrecht. 
In Frankrijk leverden onder andere Jean-Philippe Rameau, André Campra en Thomas-Louis Bourgeois speciale gelegenheidsmuziek. In Nederland zelf verscheen een liedbundel 'De Gekroonde Utrechtze Vreede' (Amsterdam, 1718) waarin op een geheel andere schaal de Vrede van Utrecht is bejubeld.
Sinds 2005 wordt het Utrecht Te Deum van Händel weer jaarlijks uitgevoerd in Utrechts Domkerk om de herinnering aan dit historische feit levend te houden.

## Fictie
- Danielle Hermans, In Vredesnaam. Literaire Thriller. Bruna, 2013. ISBN 9789022998830